# نطاق إل

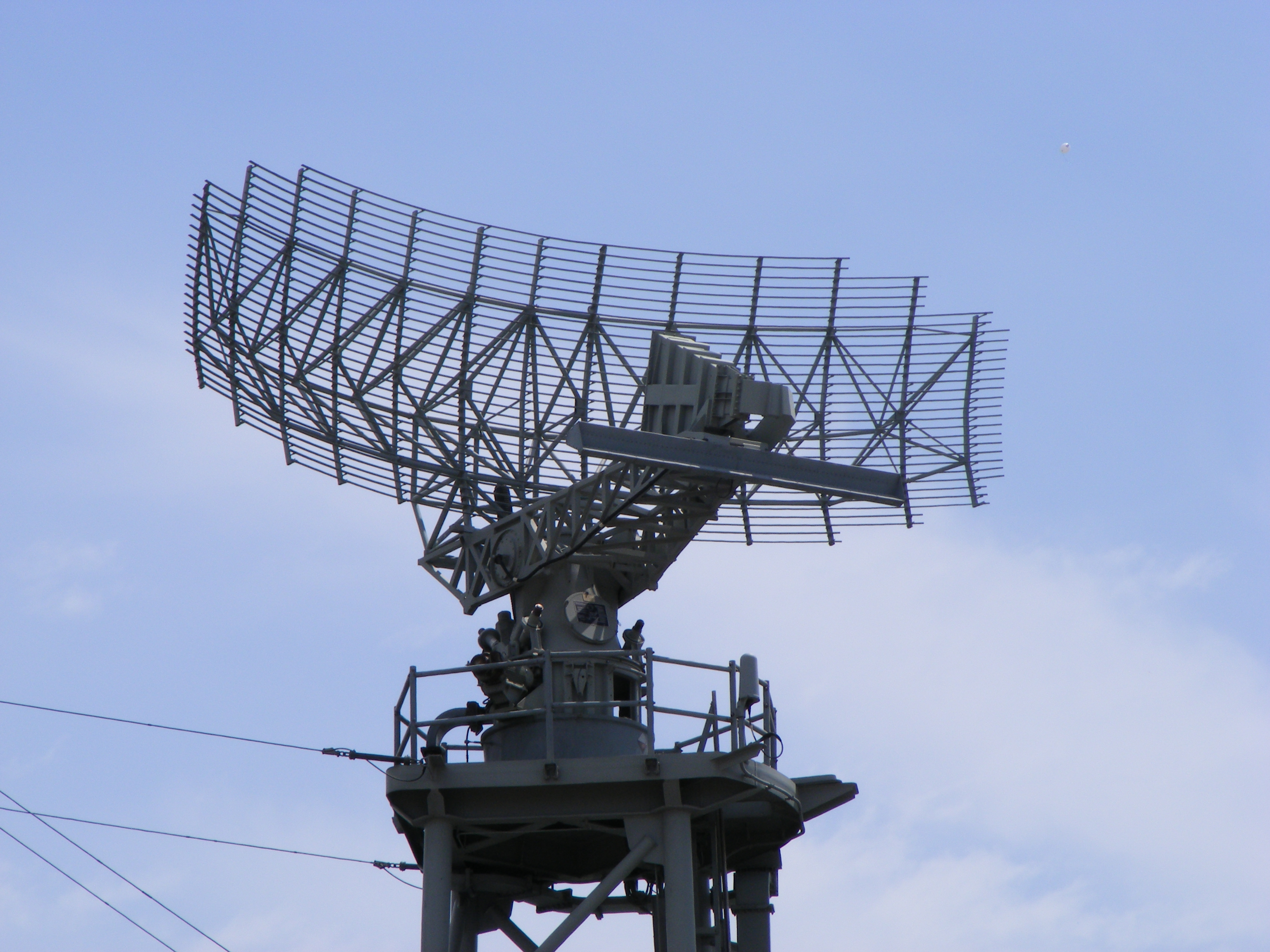
طبق الرادار الرئيسي لـ HMAS Adelaide

النطاق إل (L band) هو تسمية معهد مهندسي الكهرباء والإلكترونيات (IEEE) لنطاق الترددات في الطيف الراديوي من 1 إلى 2 جيجاهيرتز (GHZ). يقع هذا النطاق في الطرف العلوي من نطاق التردد العالي جدًا (UHF)، وفي الطرف الأدنى من نطاق الموجات الصغيرة.